# Eliyahu Dobkin
Eliyahu Dobkin, אליהו דובקין , né le 31 décembre 1898 à Babrouïsk dans l'Empire Russe et mort le 26 octobre 1976 à Ashkelon en Israël, est un homme politique israélien.

## Biographie
Il est né dans l'Empire Russe, aujourd'hui Biélorussie, dans une famille pratiquante. Son père Yosef, est banquier. Il étudie à Kiev. Il s'installe en Palestine en 1932 avec sa femme et sa fille, et habite à Tel Aviv. Il devient membre du parti Histadrout et siège à la Knesset.
En 1948, il est parmi les signataires de la Déclaration d'indépendance de l'État d'Israël.
En 1965, il crée le Musée d'Israël.